# Washington County (Missouri)
Washington County is een county in de Amerikaanse staat Missouri.
De county heeft een landoppervlakte van 1.967 km² en telt 23.344 inwoners (volkstelling 2000). De hoofdplaats is Potosi.